# 河南省潢川经济技术开发区
河南省潢川经济技术开发区，是中华人民共和国河南省信阳市潢川县下辖的一个类似乡级单位。

## 行政区划
下辖以下地区：
河南省潢川经济技术开发区虚拟社区。